# Jamie Lawson
Jamie Lawson (december 1975) is een Brits singer-songwriter.

## Carrière

### 2000-heden
In het begin van zijn carrière zet Lawson zijn muziek op MP3.com. In 2003 maakte hij zijn debuutalbum Last Night Stars. In 2011 bereikte zijn single Wasn't Expecting That de elfde plaats in de Ierse hitparade. Nadat hij een contract tekende bij de platenfirma van Ed Sheeran in 2015 bracht hij de single opnieuw uit. Dit keer met groot succes. De single bereikte topvijfnoteringen in het Verenigd Koninkrijk, Australië, Ierland en Nieuw-Zeeland.

## Discografie

### Singles
| Single met hitnotering(en) in de Vlaamse Ultratop 50 | Datum van verschijnen | Datum van binnenkomst | Hoogste positie | Aantal weken | Opmerkingen |
| ---------------------------------------------------- | --------------------- | --------------------- | --------------- | ------------ | ----------- |
| Wasn't Expecting That                                | 2015                  | 05-09-2015            | tip7            |              |             |
| Someone for Everyone                                 | 2016                  | 28-05-2016            | tip47           |              |             |

- Gemeinsame Normdatei: 1084783231
- International Standard Name Identifier: 0000 0004 5685 075X
- Library of Congress Control Number: n2018053154
- MusicBrainz: 10576a3d-e28f-4642-9405-af0d5e05bec1
- Nationale Bibliotheek van Tsjechië: xx0218586
- Virtual International Authority File: 430145858130323022345
- WorldCat: E39PBJxrXqgDjk9fQj7gfpgxjC